# 徐一鴻
徐一鴻（英語：Anthony Zee，1945年6月7日—）是一位華裔美籍物理學家。祖籍上海，出生于昆明，目前任職於凱維里理論物理研究所（Kavli Institute for Theoretical Physics）和加州大學聖塔芭芭拉分校。

## 生平
在西德尼·科爾曼的指導下，徐一鴻於1970年取得博士學位。1970年到1972年以及1977年到1978年這段期間，他在普林斯頓高等研究院擔任研究員。1973年到1978年之間，艾爾弗·斯隆基金資助他的研究工作，曾前往歐洲訪問。他第一年於普林斯頓大學擔任助理教授時，愛德華·威滕是他課上的助教。
徐一鴻教授已發表了超過兩百篇的論文，並且有多本著作。研究的方向有粒子物理、物理中的反常現象、超導體、量子霍爾效應、其它各方面的理論物理以及演化生物學等學科。目前其論文的引用數超過10000，2006年統計其H指數為54。
徐一鴻是一位傑出的物理導師，專長包括廣義相對論和量子場論。其場論和廣義相對論的授課講義集結出版了《量子力學總覽》（Quantum Field Theory in a Nutshell）和《廣義相對論總覽》（General Relativity in a Nutshell）等書。同時他也寫作科普、中華文化方面的文章，著有《可畏的對稱》、《Swallowing Clouds》等書。

## 著作
物理專業書籍：
- 1982年 《Unity of Forces in the Universe》 Singapore: World Scientific.
- 2010年 《Quantum Field Theory in a Nutshell》 2nd ed. Princeton University Press. ISBN 978-0691140346
- 2013年 《Einstein Gravity in a Nutshell》  Princeton University Press. ISBN 978-0691145587

科普：
- 1990年 《An Old Man's Toy》 Oxford University Press. ISBN 978-0026334402
- 2007年 《Fearful Symmetry: The search for beauty in modern physics》 （页面存档备份，存于）（中譯版：《可畏的對稱》） 2nd ed. Princeton University Press. ISBN 978-0691009469. 1986 1st ed. published by Macmillan.

其它：
- 2002年 《Swallowing Clouds》 University of Washington Press. ISBN 978-0671747244

物理文章：
- Julia Zee dyon（一个瞬子）
- Wilczek (弗朗克·韦尔切克), Zee
- Bialek, Zee
- Zee. Quantum Hall Effect. 分數量子霍爾效應
- Zee, Wen. 文小刚
- Zee. Chern-Simons theory. 陈-西蒙斯理论

## 外部連結
- 徐一鴻個人網頁